# نادي سيستيزي
نادي سيستيزي (بالإيطالية: Associazione Sportiva Sestese Calcio)‏ هو نادي كرة قدم إيطالي يقع في سستو فيورنتينو، توسكانا. وهو يلعب حاليًا في إكسيلينزا.